# Bryobium eriaeoides
Bryobium eriaeoides là một loài thực vật có hoa trong họ Lan. Loài này được (F.M.Bailey) M.A.Clem. & D.L.Jones mô tả khoa học đầu tiên năm 2002.